# ČSD-Baureihe T 499.0
Die ČSD-Baureihe T 499.0 (ab 1988: Baureihe 759) entstand im Konstruktionsbüro von ČKD Praha Ende der 1960er / Anfang der 1970er Jahre. Es ging um eine leistungsfähige und schnelle Lokomotive unter Verwendung eines Dieselmotors mit einer Bohrung von 230 mm.

## Geschichte
1974 wurde der erste Prototyp T 499.0001 fertiggestellt und zunächst auf dem Versuchsring Velim erprobt. Im Januar 1975 folgte die zweite Probelokomotive T 499.0002. Sie stellten zur damaligen Zeit eine Spitzenleistung im Diesellokomotivbau der Welt dar. Die Leistungsübertragung erfolgte in Mischstromtechnik mit den neuesten Gleichstrommotoren; das Fahrgestell war mit Flexicoil-Federung ausgerüstet. Sie hatten eine elektrische Wagenheizung und eine elektrische Widerstandsbremse sowie einen Regulator ARR, mit denen man die Zugkraft, die Geschwindigkeit und die Zielbremsung regeln konnte. Durch den Fahrzeugkasten mit dem großen Spitzenlicht erhielten sie den Spitznamen „Kyklop“.
Bei den Versuchsfahrten auf dem Versuchsring wurden Geschwindigkeiten bis 176 km/h erreicht. Die zweite Lokomotive war gelegentlich zu Probefahrten mit dem Schnellzug „Ostravan“ zwischen Prag und Bohumín unterwegs. Obwohl die Maschinen leistungsmäßig mit der Baureihe 218 der Deutschen Bundesbahn mithalten konnten, erfolgte keine Serienfertigung der Lokomotiven. Gründe dafür waren die hohe Achslast der Lokomotive und die fortschreitende Elektrifizierung der wichtigsten Hauptbahnen.
Die beiden Prototypen kamen 1977 zum Depot Děčín und wurden dort im schweren Güterzugdienst eingesetzt. Dieser Dienst verlief zumindest bei der T 499.0002 ohne nennenswerte Probleme. Nach 1979 wurden sie wieder zum Eisenbahnversuchsring der ČSD umgesetzt und dienten als Erprobungsträger, unter anderem auch für crash-verzehrende Pufferträger. Die T 499.0001 wurde nach einem Brand 1989 zerlegt, die T 499.0002 wurde erst nach Nymburk, später nach Bohumín umgesetzt. Seit 1994 hat sie den Status einer Museumslokomotive der ČD. Die Maschine wurde vom Eisenbahnversuchsring Velim erworben und nach einer Aufarbeitung im Jahr 2015 wieder in Betrieb gesetzt. Dank ihrer Widerstandsbremse eignet sie sich zur Simulation einer Anhängelast.